# شینتی–هورلینگ
شینتی-هورلینگ (به انگلیسی: Shinty–hurling) ورزشی از دسته ورزش های چوب و توپ است. قوانین این ورزش تقریباً مشابه قوانین ورزش هورلینگ است. توپ مخصوص (Sliotar) و دسته ای چوبی از اجزای اصلی این بازی هستند. این ورزش تنها در ایرلند و اسکاتلند برگزار شده و طرفدارانی دارد.